# Barotrauma
Si definisce barotrauma una lesione ai tessuti provocata dal mancato equilibrio fra la pressione dell'aria contenuta in una cavità corporea e la pressione dell'ambiente circostante.
I barotraumi si hanno quando il corpo si muove in modo troppo repentino da o verso una condizione in cui la pressione è più elevata.
I danni originano dal fatto che, mentre l'aria è comprimibile, i tessuti non lo sono. Pertanto, all'aumentare della pressione esterna, l'aria contenuta nei tessuti offre una resistenza minore alla pressione; viceversa, al diminuire della pressione esterna, l'aria contenuta nel corpo umano tende a espandersi, danneggiando (se non sono rispettati i tempi e i modi di espulsione) i tessuti nella quale è contenuta.

## Barotraumi
Gli organi che possono subire dei danni da barotrauma sono:
- l'orecchio medio[1][2][3][4][5]
- i seni paranasali e frontali[1][2][3]
- gli occhi[1][2]
- i denti
- i polmoni[1][2][6][7] - (rischio di sovradistensione polmonare)

### Barotraumi da mancata compensazione
Possono capitare sia durante le immersioni in apnea sia durante le immersioni con autorespiratore ad aria.
- Orecchio medio: la mancata compensazione dell'orecchio medio provoca danni che vanno dalla cosiddetta otite barotraumatica fino alla rottura del timpano. Questa può avvenire:
  - in discesa per eccessiva introflessione, in questo caso l'acqua penetra attraverso il timpano nella finestra ovale e per differenza di temperatura stimola i canali semicircolari provocando intenso dolore, violente vertigini e senso di nausea. Il segnale tipico è la fuoriuscita di bolle d'aria miste a sangue dall'orecchio.
  - in salita per eccessiva estroflessione: se l'aria contenuta nell'orecchio non riesce a defluire oltre alla lacerazione del timpano si possono avere casi di rottura della finestra ovale o della finestra rotonda. I sintomi sono vertigine fortissima con perdita d'udito e impossibilità di mantenere la posizione eretta.
- Seni paranasali e frontali: la mancata compensazione dei seni paranasali provoca la cosiddetta sinusite barotraumatica che consiste nella rottura dei capillari della mucosa con conseguente stravaso di sangue nei seni, si manifesta con forti emorragie dal naso.
- Occhi: durante un'immersione, sia in apnea sia con autorespiratore ad aria, l'aria che si trova all'interno della maschera deve essere compensata per evitare il cosiddetto "colpo di ventosa" che può provocare emorragie sottocongiuntivali, rotture di capillari ed ematomi alle palpebre.
- Denti: in presenza di otturazioni difettose con intrappolamento d'aria si può verificare la cosiddetta "implosione" del dente.

#### Prevenzione
Gli infortuni sopradescritti possono essere prevenuti effettuando la compensazione cioè riequilibrando la pressione dei gas presenti nelle cavità corporee con la pressione esterna.
La necessità di compensazione in realtà riguarda solo l'orecchio medio, le altre cavità sono in costante comunicazione con le cavità nasali per cui, a meno di congestioni da raffreddore o simili, si riequilibrano da sole.
Per la compensazione dell'orecchio medio esistono diverse manovre, le più note sono la manovra di Valsalva, la manovra di Marcante-Odaglia e la manovra di Toynbee, tutte sono finalizzate a permettere il passaggio di aria attraverso le trombe di Eustachio.
La compensazione deve essere effettuata prima dell'insorgenza di senso di fastidio o peggio di dolore alle orecchie o ai seni paranasali, di solito si consiglia di effettuare la prima manovra già a un metro di profondità.
Per evitare traumi all'occhio deve essere compensata anche l'aria contenuta nella maschera: la manovra di compensazione consiste nell'espirare una piccola quantità d'aria nella maschera durante la discesa. Nell'immersione con ARA è assolutamente da evitare l'utilizzo di occhialini da nuoto, è indispensabile usare una maschera che racchiuda anche il naso.

#### Trattamento
Nessuno di questi barotraumi è di per sé letale. Occorre fornire assistenza immediata a chi subisce un barotrauma all'orecchio medio in quanto il senso di vertigine e di disorientamento potrebbe scatenare reazioni di panico con conseguente risalita rapida ed eventuale insorgenza di barotraumi molto più gravi o letali.

### Sovradistensione polmonare
La sovradistensione polmonare è un incidente che si verifica nell'attività subacquea con autorespiratore, durante la risalita e solitamente negli ultimi 15 metri della stessa.
L'aria respirata in profondità è a pressione ambiente e aumenta di volume al diminuire della pressione ambientale, si espande quindi durante la risalita. L'aumento di volume può essere tale da causare la rottura degli alveoli polmonari provocando il passaggio d'aria nella cavità pleurica con conseguente collasso del polmone (pneumotorace) o più raramente nel mediastino (pneumomediastino) o, nell'eventualità peggiore, direttamente nel circolo arterioso polmonare  (embolia gassosa arteriosa- EGA).
I sintomi sono senso di vertigine, senso di debolezza, problemi alla vista, dolore al torace, disorientamento, alterazioni della personalità o paralisi e si manifestano immediatamente, l'insorgenza di una EGA si manifesta con fuoriuscita di schiuma rossastra da bocca o naso, debolezza muscolare o paralisi, convulsioni, perdita di coscienza, arresto respiratorio e morte.

#### Prevenzione
La causa principale della sovradistensione polmonare è la risalita dalla profondità di un subacqueo con ARA in apnea (cioè senza effettuare inspirazioni, ma soprattutto espirazioni). Infatti anche solo interrompere la respirazione per pochi metri durante la risalita espone al rischio di sovradistensione e questo soprattutto in vicinanza della superficie. Sappiamo infatti che per effetto della Legge di Boyle-Mariotte la pressione da 0 a 10 metri di profondità passa da 1 a 2 bar (cioè raddoppia). Risalendo quindi da 10 metri alla superficie l'aria contenuta nei nostri delicati polmoni espandendosi, aumenterebbe il volume del doppio con le ovvie pericolose conseguenze.
Altre cause possono essere eventuali stati patologici che provocano "intrappolamento" d'aria in zone polmonari circoscritte ad esempio la bronchite o l'asma, o eventuali malformazioni anatomiche, per questo è sempre doveroso non immergersi in presenza di tali patologie ed effettuare ricorrenti controlli medici.

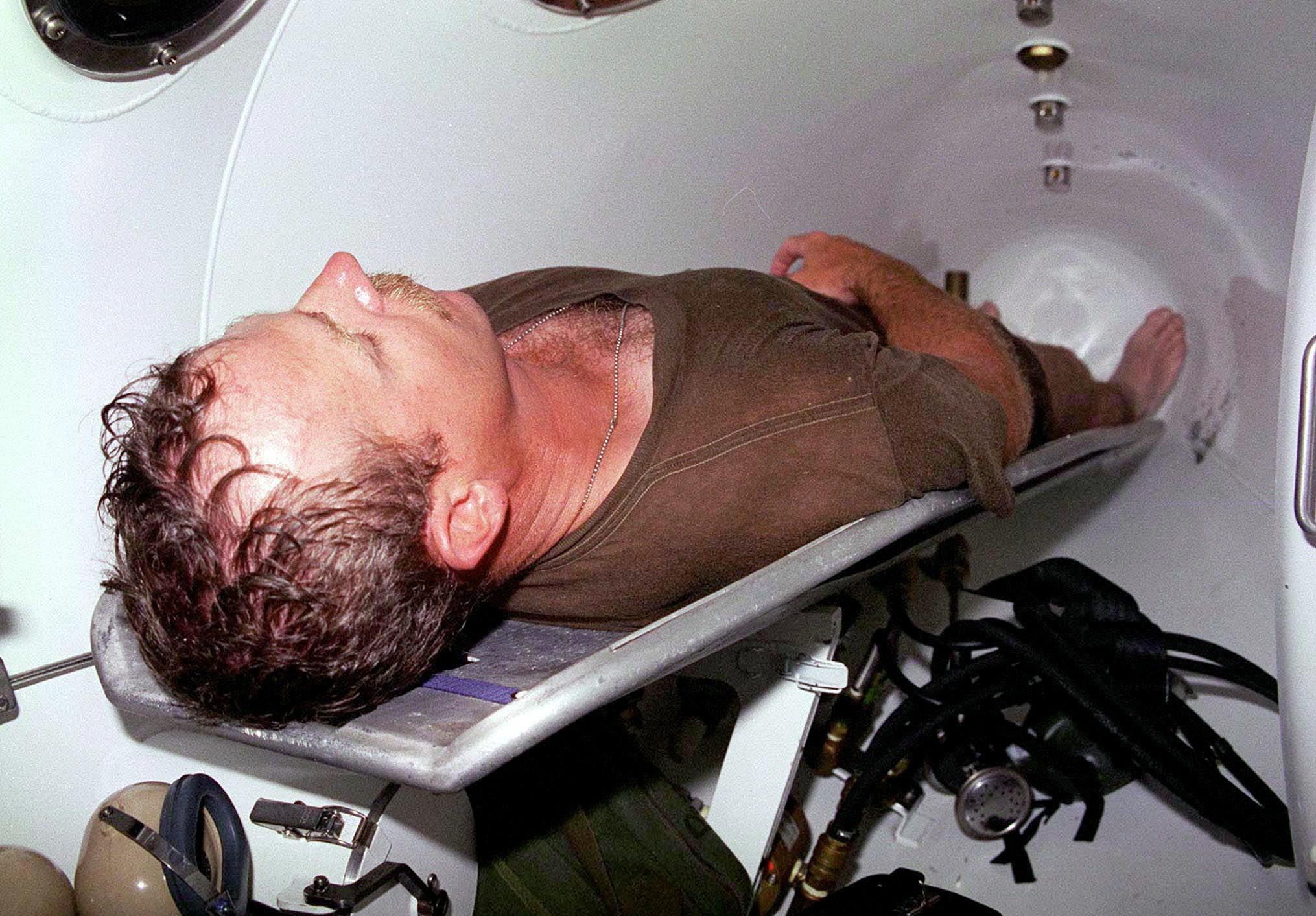
Un marine in una camera iperbarica, usata per la sovradistensione polmonare

Può aversi altresì sovradistensione polmonare nelle immersioni in apnea, nel caso in cui l'apneista inspiri aria compressa in profondità ed effettui poi la risalita senza espellerla. Questo è un incidente molto comune nel caso venga offerta irresponsabilmente in profondità, aria da un subacqueo munito di autorespiratore ad un apneista. Quest'ultimo infatti, per sua forma mentis da apneista potrebbe effettuare la risalita senza espirare l'aria che si espande nei polmoni per effetto della diminuzione di pressione.

#### Trattamento
Il trattamento di una sovradistensione polmonare è di pertinenza medica e prevede l'utilizzo di ossigenoterapia iperbarica.